# 거위벌레
거위벌레는 거위벌레과에 속하는 곤충의 총칭이다. 거위처럼 생겨서 '거위벌레'라는 이름이 붙여졌다. 한살이는 '알-애벌레-번데기-성충' 순이이므로 완전 탈바꿈이다.

## 생김새
거위벌레의 머리는 뒤쪽이 길게 늘어나 있다. 암컷 거위벌레는 수컷에 비해 머리가 많이 늘어나지 않아 길이가 더 짧은 편이다. 몸 빛깔은 짙은 자줏빛을 띤 붉은색이며, 머리와 가슴은 검은색이다. 몸은 배 쪽으로 굽어 있으며 뚱뚱하게 보인다. 사각형인 딱지날개는 붉은색이나 검은색을 띠고 있다. 적갈색 딱지날개에 깊게 패인 흠이 많다.

## 알과 알집
거위벌레는 나뭇잎 1장을 돌돌 말아 그 속에 알을 낳는다. 때로는 나뭇잎 여러 장을 겹쳐서 사용하기도 한다. 그래서 늦봄이나 이른 여름에 산에 가면, 거위벌레가 말아 놓은 나뭇잎 뭉치가 나뭇가지에 매달려 있거나 땅바닥에 떨어져 있는 모습을 쉽게 볼 수 있다. 거위벌레는 걸음으로 나뭇잎의 길이를 가늠하여, 날카로운 큰턱으로 가운데 잎맥만 남겨 두고 잎을 가로로 자른다. 잎을 물어서 단단하게 접은 뒤 다리를 이용해 꾹꾹 누르면서 말아 올린다. 알에서 나온 애벌레는 어미거위벌레가 말아 놓은 나뭇잎을 갉아먹고 자란다.

## 종류
한국에 사는 거위벌레는 약 60종 정도 된다.
- 도토리거위벌레
- 왕거위벌레
- 단풍뿔거위벌레
- 황펄거위벌레
- 포도거위벌레
- 북방거위벌레